# كاتسبر أوربانسكي
كاتسبر أوربانسكي (مواليد 7 سبتمبر 2004) هو لاعب كرة قدم بولندي يلعب في مركز الوسط المهاجم في نادي بولونيا.

## وصلات خارجية
- كاتسبر أوربانسكي على موقع الاتحاد الأوربي (الإنجليزية)
- كاتسبر أوربانسكي على موقع قاعدة بيانات كرة القدم.إي يو (الإنجليزية)
- كاتسبر أوربانسكي على موقع ناشيونال فوتبول تيمز (الإنجليزية)
- كاتسبر أوربانسكي على موقع Soccerbase.com (لاعب) (الإنجليزية)
- كاتسبر أوربانسكي على موقع Soccerway.com (الإنجليزية)